# Beta-oksydacja
β-oksydacja (β-oksydacja Knoopa) – szereg reakcji przekształcenia kwasów tłuszczowych w acetylokoenzym A (acetylo-CoA) w przypadku kwasów tłuszczowych o parzystej liczbie węgli oraz acetylo-CoA i propionylo-CoA, gdy liczba atomów węgla jest nieparzysta.

## Przebieg
Proces β-oksydacji zachodzi w macierzy mitochondrialnej u eukariotów i w cytozolu u prokariotów. Transport przez błonę wewnętrzną mitochondrium poprzedzony jest aktywacją kwasu tłuszczowego, polegającą na utworzeniu przez niego wiązania tioestrowego z CoA i powstaniem acylo-CoA. Transport cząsteczek acylo-CoA zawierających łańcuchy mające do 10 atomów węgla zachodzi bezpośrednio przez błonę mitochondrialną. Cząsteczki o dłuższych łańcuchach przechodzą przez wewnętrzną błonę mitochondrium po sprzężeniu z cząsteczką karnityny. Bierze w tym udział acylotransferaza karnitynowa I znajdująca się na zewnętrznej powierzchni wewnętrznej błony oraz acylotransferaza karnitynowa II umiejscowiona na wewnętrznej powierzchni błony (od strony matriks).
Reakcje β-oksydacji polegają na takich przemianach by rozszczepić "dłuższy" acylo-CoA na acetylo-CoA i acylo-CoA "krótszy", po czym rozpocząć proces od początku, aż do momentu gdy powstają dwie cząteczki acetylo-CoA w przypadku kwasów tłuszczowych o parzystej liczbie węgli lub propionylo-CoA i acetylo-CoA w przypadku kwasów o nieparzystej liczbie węgli. β-oksydacja obejmuje następujące reakcje, zachodzące cyklicznie:
1. Utlenienie (za pomocą dehydrogenazy acylo-CoA) acylo-CoA do trans-Δ2-enoilo-CoA z wytworzeniem FADH2.
2. Uwodnienie trans-Δ2-enoilo-CoA do 3-hydroksyacylo-CoA za pomocą enzymu hydrataza enoilo-CoA.
3. Utlenienie 3-hydroksyacylo-CoA do 3-ketoacylo-CoA za pomocą dehydrogenazy hydroksyacylo-CoA i z wytworzeniem NADH.
4. Tioliza 3-ketoacylo-CoA przez drugą cząsteczkę CoA i wytworzenie acylo-CoA skróconego o dwa atomy węgla oraz acetylo-CoA. Katalizatorem w tej reakcji jest β-ketotiolaza. Cząsteczka acylo-CoA następnie ponownie ulega reakcjom 1-4.

Jeśli kwas tłuszczowy miał parzystą liczbę atomów węgla, to pod koniec ostatniego cyklu acylo-CoA ma 4 atomy węgla i jest rozszczepiany na 2 cząsteczki acetylo-CoA. W przypadku kwasów o nieparzystej liczbie węgla, acylo-CoA zawiera 5 atomów węgla i rozszczepia się na trzywęglowy propionylo-CoA oraz dwuwęglowy acetylo-CoA. U kręgowców propionylo-CoA przekształcany jest poprzez metylomalonylo-CoA do bursztynylo-CoA, który może zostać włączony do cyklu kwasów trikarboksylowych Krebsa (w innych organizmach propionylo-CoA może być np. katabolizowany do octanu).
U roślin powstały acetylo-CoA wchodzi w cykl glioksalowy, w wyniku którego zostaje przekształcony w szczawiooctan.

### β-oksydacja nienasyconych kwasów tłuszczowych
β-oksydacja nienasyconych kwasów tłuszczowych angażuje dodatkowe enzymy, nieuczestniczące w β-oksydacji nasyconych kwasów tłuszczowych. Jeśli kwas tłuszczowy posiada wiązania podwójne przy nieparzystych atomach węgla, β-oksydacja zachodzi tak samo, jak w przypadku kwasów nasyconych do momentu pojawienia się w trzecim cyklu cis-Δ3-enoilo-CoA. Związek ten zostaje wtedy przekształcony przy udziale izomerazy w trans-Δ2-enoilo-CoA, który ulega dalszym reakcjom. W przypadku kwasów wielonienasyconych, mających wiązania podwójne przy parzystych atomach węgla, na jednym z etapów β-oksydacji powstaje 2,4-dienoilowy związek pośredni, który jest przekształcany przez reduktazę 2,4-dienoilo-CoA w cis-Δ3-enoilo-CoA, który następnie zostaje przekształcony przez izomerazę w formę trans.

## Znaczenie
β-oksydacja jest procesem dostarczającym:
- równoważników redukcyjnych (po cząsteczce FADH2 i NADH na każdy "obrót cyklu") służących w łańcuchu oddechowym wytworzeniu ATP,
- acetylo-CoA do cyklu Krebsa służącemu wytworzeniu ATP,
- w wątrobie substratów do syntezy ciał ketonowych, zwłaszcza w przypadku zaburzeń (cukrzyca) gospodarki cukrami (szczawiooctan, metabolit pośredni cyklu Krebsa, powstaje z jednego z intermediantów glikolizy).

## Historia
Wieloetapowy rozkład enzymatyczny kwasów tłuszczowych odkrył w 1904 roku niemiecki chemik Franz Knoop (1875-1946), dlatego można spotkać nazwę β-oksydacja Knoopa lub teoria β-oksydacji tłuszczów Knoopa.